# 新雷登桑
新雷登桑是巴西巴伊亚州的一个市镇。总面积510.918平方公里，总人口7409人，人口密度14.5人/平方公里。